# Lijst van nummer 1-hits in de 3FM Mega Top 50 in 2015
Deze hits stonden in 2015 op nummer 1 in de Mega Top 50, de hitlijst van de Nederlandse radiozender NPO 3FM.
| Datum        | Artiest                              | Titel                           |
| ------------ | ------------------------------------ | ------------------------------- |
| 3 januari    | Ed Sheeran                           | Thinking out loud               |
| 10 januari   | Galantis                             | Runaway (U & I)                 |
| 17 januari   | Hozier                               | Take me to church               |
| 24 januari   | OMI                                  | Cheerleader (Felix Jaehn remix) |
| 31 januari   | OMI                                  | Cheerleader (Felix Jaehn remix) |
| 7 februari   | OMI                                  | Cheerleader (Felix Jaehn remix) |
| 14 februari  | OMI                                  | Cheerleader (Felix Jaehn remix) |
| 21 februari  | OMI                                  | Cheerleader (Felix Jaehn remix) |
| 28 februari  | OMI                                  | Cheerleader (Felix Jaehn remix) |
| 7 maart      | OMI                                  | Cheerleader (Felix Jaehn remix) |
| 14 maart     | OMI                                  | Cheerleader (Felix Jaehn remix) |
| 21 maart     | Rihanna, Kanye West & Paul McCartney | FourFiveSeconds                 |
| 28 maart     | Rihanna, Kanye West & Paul McCartney | FourFiveSeconds                 |
| 4 april      | Major Lazer, DJ Snake & MØ           | Lean on                         |
| 11 april     | Major Lazer, DJ Snake & MØ           | Lean on                         |
| 18 april     | Major Lazer, DJ Snake & MØ           | Lean on                         |
| 25 april     | Kenny B                              | Parijs                          |
| 2 mei        | Kenny B                              | Parijs                          |
| 9 mei        | Kenny B                              | Parijs                          |
| 16 mei       | Kenny B                              | Parijs                          |
| 23 mei       | Kenny B                              | Parijs                          |
| 30 mei       | Kenny B                              | Parijs                          |
| 6 juni       | Kenny B                              | Parijs                          |
| 13 juni      | Major Lazer, DJ Snake & MØ           | Lean on                         |
| 20 juni      | Felix Jaehn & Jasmine Thompson       | Ain't nobody (Loves me better)  |
| 27 juni      | Lil' Kleine & Ronnie Flex            | Drank & drugs                   |
| 4 juli       | Lil' Kleine & Ronnie Flex            | Drank & drugs                   |
| 11 juli      | Lil' Kleine & Ronnie Flex            | Drank & drugs                   |
| 18 juli      | Nicky Jam & Enrique Iglesias         | El perdón                       |
| 25 juli      | Nicky Jam & Enrique Iglesias         | El perdón                       |
| 1 augustus   | Nicky Jam & Enrique Iglesias         | El perdón                       |
| 8 augustus   | Nicky Jam & Enrique Iglesias         | El perdón                       |
| 15 augustus  | Nicky Jam & Enrique Iglesias         | El perdón                       |
| 22 augustus  | Nicky Jam & Enrique Iglesias         | El perdón                       |
| 29 augustus  | Calvin Harris & Disciples            | How deep is your love           |
| 5 september  | Calvin Harris & Disciples            | How deep is your love           |
| 12 september | Justin Bieber                        | What do you mean?               |
| 19 september | Justin Bieber                        | What do you mean?               |
| 26 september | Justin Bieber                        | What do you mean?               |
| 3 oktober    | Justin Bieber                        | What do you mean?               |
| 10 oktober   | Justin Bieber                        | What do you mean?               |
| 17 oktober   | Justin Bieber                        | What do you mean?               |
| 24 oktober   | Justin Bieber                        | What do you mean?               |
| 31 oktober   | Adele                                | Hello                           |
| 7 november   | Adele                                | Hello                           |
| 14 november  | Adele                                | Hello                           |
| 21 november  | Adele                                | Hello                           |
| 28 november  | Adele                                | Hello                           |
| 5 december   | Justin Bieber                        | Sorry                           |
| 12 december  | Justin Bieber                        | Love yourself                   |
| 19 december  | Justin Bieber                        | Love yourself                   |
| 26 december  | Justin Bieber                        | Love yourself                   |